# 十四斑窄頸金花蟲
十四斑窄頸金花蟲（学名：Crioceris quatuordecimpunctata）为金花蟲科窄頸金花蟲屬下的一个种。